# 法屬圭亞那足球代表隊
法屬圭亞那足球代表隊是法屬圭亞那的足球代表隊，由法屬圭亞那足球協會管理，現時屬於中北美洲及加勒比海足球協會成員國之一，但並非屬於國際足協及成員國之一，因此無法參加世界盃外圍賽，只可以參與中北美洲及加勒比海足協有關賽事。

## 美洲金盃成績
- 1991年 至 2000年 - 外圍賽出局
- 2002年 至 2003年 - 沒有參賽
- 2005年 - 外圍賽出局
- 2007年 至 2011年- 沒有參賽
- 2013年 至 2015年- 外圍賽出局
- 2017年 - 小組賽
- 2019年 - 外圍賽出局
- 2021年 - 外圍賽出局

1. ↑  Elo rankings change compared to one year ago. . eloratings.net. 2025年3月7日  [2025年3月7日].